# Петър Витанов (футболист, р. 1995)
Петър Витанов е български футболист, полузащитник. Роден е на 10 март 1995 г. в София. Настоящ играч на ЦСКА 1948. С черно-белите е Носител на Купата на България през сезон 2019/20, носител на Суперкупата на България през 2020 г. и сребърен медалист в Първа лига за сезон 2020/21. С ЦСКА (София) също печели Купата на България през сезон 2015/16.

## Кариера
Петър Витанов е юноша на ЦСКА (София), а през 2013 г. започва да се състезава и за представителния тим на столичния клуб. Печели Купата на България през сезон 2015/16. Състезавал се е още за отборите на Верея (Стара Загора) и Черно море (Варна).
На 10 юни 2019 г. преминава в Локомотив (Пловдив), където налага името си и идват най-големите му професионални успехи. Още в първия си сезон 2019/20 печели Купата на България. През август 2020 г. печели също и Суперкупата на България в мач срещу шампиона Лудогорец провел се в Разград. През следващия сезон 2020/21 става Вицешампион с Локомотив (Пловдив). На 22 юли 2021 г. Витанов отбелязва дебютният си гол с черно-бялата фланелка в двубой от квалификациите за Лигата на Конференциите срещу чешкия Словачко в 90-тата минута, с който носи победата на Локомотив.
Със силните си игри за пловдивчани печели и повиквателна за националния отбор като записва дебют на 28 март 2021 срещу отбора на Италия. За националния отбор на България до 19 години има изиграни 5 срещи.

## Успехи
Локомотив (Пловдив)
- Купа на България (1 път) – 2019/20
- Суперкупа на България (1 път) – 2020
- Вицешампион (1 път) – 2020/21

ЦСКА (София)
- Купа на България (1 път) – 2015/16